# Bliss Carman
William Bliss Carman, född 15 april 1861 och död 8 juni 1929, var en kanadensisk poet.
Av hans utpräglat episka produktion märks bland annat de om flera volymer omfattande samlingarna Songs from Vagabondia och Pipes of Pan. The Oxford Book of American verse (1927) är redigerad av Carman.